# Петрово (община в Република Сръбска)
Вижте пояснителната страница за други значения на Петрово.
Община Петрово (на сръбски: Општина Петрово) е разположена в Република Сръбска, част от Босна и Херцеговина. Неин административен център е град Петрово. Общата площ на общината е 106.31 км2. Населението ѝ през 2004 година е 12 044 души.